# Hoffmannseggia humilis
Hoffmannseggia humilis là một loài thực vật có hoa trong họ Đậu. Loài này được (M.Martens & Galeotti) Hemsl. miêu tả khoa học đầu tiên.